# E014号線
E014号線 (E014ごうせん、英: European route E014) はカザフスタンにあり、Usharal – ドスティク(英: Dostyk)を結ぶ、欧州自動車道路のBクラス幹線道路。

## 経路
- カザフスタン
  - Usharal – ドスティク